# جان فايسه
جان فايسه (بالنرويجية البوكمول: Jan Wiese)‏ هو كاتب نرويجي، ولد في 4 مارس 1928 في باروم في النرويج، وتوفي في 5 يوليو 2014.